# خنفسيات مهرجة
خنفسيات مُهرجة أو فوق فصيلة خنافس هيستيرويديا (الاسم العلمي: Histeroidea)، هي فصيلة عليا من الحشرات تتبع رتبة غمديات الأجنحة.